# Kvalifikace na Mistrovství Evropy ve fotbale 1996 – skupina 7
Zápasy 7. kvalifikační skupiny na Mistrovství Evropy ve fotbale 1996 se konaly v období od 7. září 1994 do 15. listopadu 1995. Ze šesti účastníků si postup do závěrečného turnaje zajistily reprezentační týmy Německa a Bulharska.

## Výsledky
Domácí mužstva jsou psána v řádku, hostující ve sloupečku.
|    | Skupina 7 | Německo | Bulharsko | Gruzie | Moldavsko | Wales | Albánie |
| 1. | Německo   |         | 3:1       | 4:1    | 6:1       | 1:1   | 2:1     |
| 2. | Bulharsko | 3:2     |           | 2:0    | 4:1       | 3:1   | 3:0     |
| 3. | Gruzie    | 0:2     | 2:1       |        | 0:1       | 5:0   | 2:0     |
| 4. | Moldavsko | 0:3     | 0:3       | 3:1    |           | 3:2   | 2:3     |
| 5. | Wales     | 1:2     | 0:3       | 1:0    | 0:1       |       | 2:0     |
| 6. | Albánie   | 1:2     | 1:1       | 0:1    | 3:0       | 1:1   |         |

## Tabulka
| Poř. | Tým       | Z  | V | R | P | VG | OG | B  |
| ---- | --------- | -- | - | - | - | -- | -- | -- |
| 1.   | Německo   | 10 | 8 | 1 | 1 | 27 | 10 | 25 |
| 2.   | Bulharsko | 10 | 7 | 1 | 2 | 24 | 10 | 22 |
| 3.   | Gruzie    | 10 | 5 | 0 | 5 | 14 | 13 | 15 |
| 4.   | Moldavsko | 10 | 3 | 0 | 7 | 11 | 27 | 9  |
| 5.   | Wales     | 10 | 2 | 2 | 6 | 9  | 19 | 8  |
| 6.   | Albánie   | 10 | 2 | 2 | 6 | 10 | 16 | 8  |

## Zápasy
| 7.9.1994 |       |           |                                                                                 |
| Gruzie   | 0 – 1 | Moldavsko | Boris Paichadze Stadium, Tbilisi diváci: 62,000 rozhodčí: Ahmet Çakar (Turecko) |
|          |       | Oprea 40' | Boris Paichadze Stadium, Tbilisi diváci: 62,000 rozhodčí: Ahmet Çakar (Turecko) |

| 7.9.1994             |       |         |                                                                       |
| Wales                | 2 – 0 | Albánie | Ninian Park, Cardiff diváci: 15,791 rozhodčí: Gianni Beschin (Itálie) |
| Coleman 9' Giggs 67' |       |         | Ninian Park, Cardiff diváci: 15,791 rozhodčí: Gianni Beschin (Itálie) |

| 12.10.1994                       |       |                |                                                                               |
| Moldavsko                        | 3 – 2 | Wales          | Stadionul Republican, Chişinău diváci: 18,000 rozhodčí: István Vad (Maďarsko) |
| Belous 8' Secu 28' Pogorelov 76' |       | Speed 5' Blake | Stadionul Republican, Chişinău diváci: 18,000 rozhodčí: István Vad (Maďarsko) |

| 12.10.1994          |       |        |                                                                                           |
| Bulharsko           | 2 – 0 | Gruzie | Vasil Levski National Stadium, Sofie diváci: 45,000 rozhodčí: Ladislav Gadoši (Slovensko) |
| Kostadinov 58', 63' |       |        | Vasil Levski National Stadium, Sofie diváci: 45,000 rozhodčí: Ladislav Gadoši (Slovensko) |

| 16.11.1994  |       |                           |                                                                                  |
| Albánie     | 1 – 2 | Německo                   | Qemal Stafa Stadium, Tirana diváci: 23,000 rozhodčí: Vasilij Melničuk (Ukrajina) |
| Zmijani 32' |       | Klinsmann 18' Kirsten 46' | Qemal Stafa Stadium, Tirana diváci: 23,000 rozhodčí: Vasilij Melničuk (Ukrajina) |

| 16.11.1994                                   |       |               |                                                                                     |
| Bulharsko                                    | 4 – 1 | Moldavsko     | Vasil Levski National Stadium, Sofie diváci: 45,000 rozhodčí: Denis McArdle (Irsko) |
| Stoičkov 43', 85' Balakov 63' Kostadinov 87' |       | Cleşcenco 61' | Vasil Levski National Stadium, Sofie diváci: 45,000 rozhodčí: Denis McArdle (Irsko) |

| 16.11.1994                                                    |       |       |                                                                                |
| Gruzie                                                        | 5 – 0 | Wales | Boris Paichadze Stadium, Tbilisi diváci: 55,000 rozhodčí: Alain Sars (Francie) |
| Ketsbaia 31', 49' Kinkladze 41' Gogrichiani 59' Arveladze 67' |       |       | Boris Paichadze Stadium, Tbilisi diváci: 55,000 rozhodčí: Alain Sars (Francie) |

| 14.12.1994 |       |                                       |                                                                                    |
| Moldavsko  | 0 – 3 | Německo                               | Stadionul Republican, Chişinău diváci: 26,000 rozhodčí: Jef van Vliet (Nizozemsko) |
|            |       | Kirsten 7' Klinsmann 38' Matthäus 72' | Stadionul Republican, Chişinău diváci: 26,000 rozhodčí: Jef van Vliet (Nizozemsko) |

| 14.12.1994 |       |                                       |                                                                            |
| Wales      | 0 – 3 | Bulharsko                             | Cardiff Arms Park, Cardiff diváci: 20,000 rozhodčí: Leif Sundell (Švédsko) |
|            |       | Ivanov 5' Kostadinov 16' Stoičkov 51' | Cardiff Arms Park, Cardiff diváci: 20,000 rozhodčí: Leif Sundell (Švédsko) |

| 14.12.1994 |       |               |                                                                               |
| Albánie    | 0 – 1 | Gruzie        | Qemal Stafa Stadium, Tirana diváci: 15,000 rozhodčí: László Molnár (Maďarsko) |
|            |       | Arveladze 19' | Qemal Stafa Stadium, Tirana diváci: 15,000 rozhodčí: László Molnár (Maďarsko) |

| 18.12.1994                |       |             |                                                                                               |
| Německo                   | 2 – 1 | Albánie     | Fritz-Walter-Stadion, Kaiserslautern diváci: 20,310 rozhodčí: Svend Erik Christensen (Dánsko) |
| Matthäus 8' Klinsmann 17' |       | Rraklli 58' | Fritz-Walter-Stadion, Kaiserslautern diváci: 20,310 rozhodčí: Svend Erik Christensen (Dánsko) |

| 29.3.1995 |       |                    |                                                                                    |
| Gruzie    | 0 – 2 | Německo            | Boris Paichadze Stadium, Tbilisi diváci: 75,000 rozhodčí: Martin Bodenham (Anglie) |
|           |       | Klinsmann 24', 45' | Boris Paichadze Stadium, Tbilisi diváci: 75,000 rozhodčí: Martin Bodenham (Anglie) |

| 29.3.1995                  |       |              |                                                                                      |
| Bulharsko                  | 3 – 1 | Wales        | Vasil Levski National Stadium, Sofie diváci: 65,000 rozhodčí: Michel Piraux (Belgie) |
| Balakov 37' Penev 70', 82' |       | Saunders 83' | Vasil Levski National Stadium, Sofie diváci: 65,000 rozhodčí: Michel Piraux (Belgie) |

| 29.3.1995                 |       |           |                                                                           |
| Albánie                   | 3 – 0 | Moldavsko | Qemal Stafa Stadium, Tirana diváci: 8,500 rozhodčí: Urs Meier (Švýcarsko) |
| Kushta 31', 80' Kaçaj 41' |       |           | Qemal Stafa Stadium, Tirana diváci: 8,500 rozhodčí: Urs Meier (Švýcarsko) |

| 26.4.1995                 |       |         |                                                                                      |
| Gruzie                    | 2 – 0 | Albánie | Boris Paichadze Stadium, Tbilisi diváci: 25,000 rozhodčí: Roelof Luinge (Nizozemsko) |
| Arveladze 3' Ketsbaia 42' |       |         | Boris Paichadze Stadium, Tbilisi diváci: 25,000 rozhodčí: Roelof Luinge (Nizozemsko) |

| 26.4.1995 |       |                               |                                                                             |
| Moldavsko | 0 – 3 | Bulharsko                     | Stadionul Republican, Chişinău diváci: 18,000 rozhodčí: Jiří Ulrich (Česko) |
|           |       | Balakov 30' Stoičkov 57', 67' | Stadionul Republican, Chişinău diváci: 18,000 rozhodčí: Jiří Ulrich (Česko) |

| 26.4.1995    |       |             |                                                                            |
| Německo      | 1 – 1 | Wales       | Rheinstadion, Düsseldorf diváci: 43,461 rozhodčí: José Encinar (Španělsko) |
| Herrlich 42' |       | Saunders 8' | Rheinstadion, Düsseldorf diváci: 43,461 rozhodčí: José Encinar (Španělsko) |

| 7.6.1995                                       |       |                          |                                                                                           |
| Bulharsko                                      | 3 – 2 | Německo                  | Vasil Levski National Stadium, Sofie diváci: 44,208 rozhodčí: Pierluigi Pairetto (Itálie) |
| Stoičkov 45' (pen.), 66' (pen.) Kostadinov 69' |       | Klinsmann 18' Strunz 44' | Vasil Levski National Stadium, Sofie diváci: 44,208 rozhodčí: Pierluigi Pairetto (Itálie) |

| 7.6.1995 |       |               |                                                                        |
| Wales    | 0 – 1 | Gruzie        | Cardiff Arms Park, Cardiff diváci: 8,241 rozhodčí: Ilkka Koho (Finsko) |
|          |       | Kinkladze 73' | Cardiff Arms Park, Cardiff diváci: 8,241 rozhodčí: Ilkka Koho (Finsko) |

| 7.6.1995                   |       |                               |                                                                                 |
| Moldavsko                  | 2 – 3 | Albánie                       | Stadionul Republican, Chişinău diváci: 7,000 rozhodčí: Léon Schellings (Belgie) |
| Curtianu 10' Cleşcenco 15' |       | Kushta 8' Bellaj 25' Vata 71' | Stadionul Republican, Chişinău diváci: 7,000 rozhodčí: Léon Schellings (Belgie) |

| 6.9.1995    |       |             |                                                                           |
| Albánie     | 1 – 1 | Bulharsko   | Qemal Stafa Stadium, Tirana diváci: 6,050 rozhodčí: Charles Agius (Malta) |
| Rraklli 16' |       | Stoičkov 8' | Qemal Stafa Stadium, Tirana diváci: 6,050 rozhodčí: Charles Agius (Malta) |

| 6.9.1995                                    |       |              |                                                                            |
| Německo                                     | 4 – 1 | Gruzie       | Frankenstadion, Norimberk diváci: 40,750 rozhodčí: Jim McCluskey (Skotsko) |
| Möller 39' Ziege 57' Kirsten 62' Babbel 72' |       | Ketsbaia 28' | Frankenstadion, Norimberk diváci: 40,750 rozhodčí: Jim McCluskey (Skotsko) |

| 6.9.1995  |       |           |                                                                                |
| Wales     | 1 – 0 | Moldavsko | Cardiff Arms Park, Cardiff diváci: 6,721 rozhodčí: Gylfi Thór Orrason (Island) |
| Speed 55' |       |           | Cardiff Arms Park, Cardiff diváci: 6,721 rozhodčí: Gylfi Thór Orrason (Island) |

| 7.10.1995                      |       |         |                                                                                        |
| Bulharsko                      | 3 – 0 | Albánie | Vasil Levski National Stadium, Sofie diváci: 35,000 rozhodčí: Juha Hirviniemi (Finsko) |
| Lečkov 15' Kostadinov 80', 82' |       |         | Vasil Levski National Stadium, Sofie diváci: 35,000 rozhodčí: Juha Hirviniemi (Finsko) |

| 8.10.1995                                                     |       |            |                                                                                       |
| Německo                                                       | 6 – 1 | Moldavsko  | Ulrich Haberland Stadion, Leverkusen diváci: 18,400 rozhodčí: Zygmunt Ziober (Polsko) |
| Stroenco 16' (vl.) Helmer 18' Sammer 24', 72' Möller 47', 61' |       | Rebeja 82' | Ulrich Haberland Stadion, Leverkusen diváci: 18,400 rozhodčí: Zygmunt Ziober (Polsko) |

| 11.10.1995                        |       |              |                                                                                 |
| Gruzie                            | 2 – 1 | Bulharsko    | Boris Paichadze Stadium, Tbilisi diváci: 45,000 rozhodčí: Urs Meier (Švýcarsko) |
| Arveladze 1' Kinkladze 47' (pen.) |       | Stoičkov 87' | Boris Paichadze Stadium, Tbilisi diváci: 45,000 rozhodčí: Urs Meier (Švýcarsko) |

| 11.10.1995 |       |                                  |                                                                                |
| Wales      | 1 – 2 | Německo                          | Cardiff Arms Park, Cardiff diváci: 27,000 rozhodčí: Ion Crăciunescu (Rumunsko) |
| Symons 79' |       | Melville 75' (vl.) Klinsmann 81' | Cardiff Arms Park, Cardiff diváci: 27,000 rozhodčí: Ion Crăciunescu (Rumunsko) |

| 15.11.1995                            |       |              |                                                                           |
| Německo                               | 3 – 1 | Bulharsko    | Olympiastadion, Berlín diváci: 75,841 rozhodčí: Vassilios Nikakis (Řecko) |
| Klinsmann 50', 75' (pen.) Hässler 56' |       | Stoičkov 47' | Olympiastadion, Berlín diváci: 75,841 rozhodčí: Vassilios Nikakis (Řecko) |

| 15.11.1995       |       |               |                                                                           |
| Albánie          | 1 – 1 | Wales         | Qemal Stafa Stadium, Tirana diváci: 5,500 rozhodčí: David Suheil (Izrael) |
| Kushta 5' (pen.) |       | Pembridge 43' | Qemal Stafa Stadium, Tirana diváci: 5,500 rozhodčí: David Suheil (Izrael) |

| 15.11.1995                             |       |                                   |                                                                                        |
| Moldavsko                              | 3 – 2 | Gruzie                            | Stadionul Republican, Chişinău diváci: 9,000 rozhodčí: Mario van der Ende (Nizozemsko) |
| Testimiţanu 5' (pen.) Miterev 17', 68' |       | Dzhanashia 66' Culibaba 77' (vl.) | Stadionul Republican, Chişinău diváci: 9,000 rozhodčí: Mario van der Ende (Nizozemsko) |

## Tabulka střelců
- 10 gólů
  - Christo Stoičkov  Bulharsko
- 9 gólů
  - Jürgen Klinsmann  Německo
- 7 gólů
  - Emil Kostadinov  Bulharsko
- 4 góly
  - Sokol Kushta  Albánie
  - Shota Arveladze  Gruzie
  - Temur Ketsbaia  Gruzie